# Cratesiclea
Cratesiclea, död 219 f.Kr., var en drottning av Sparta, gift med Leonidas II (r. 254-242 och 241-235). 
Hon var en ovanlig spartansk drottning, eftersom Spartas drottningar enligt lag måste vara födda i Sparta, medan hon hade givits som brud åt Leonidas av Seleukos II: hon beskrivs ibland som en persiska, ibland som en seleukidisk prinsessa. Hennes utländska status blev ett led i oppositionens kritik av maken. 
Leonidas avsattes tillfälligt 242. Han återfick sin tron 241. Leonidas avled 235 och efterträddes då av hennes son Kleomenes. Efter makens död gifte hon om sig med spartanen Megistonoo. Hon var sin sons samarbetspartner och reste under det kleomenska kriget till Alexandria i Egypten med Kleomenes två moderlösa söner, för att fungera som gisslan åt Kleomenes allierade, Ptolemaios III. Kleomenes kom själv till Egypten då han avsattes år 222. 
Egyptens nye kung Ptolemaios IV tog dock sin hand från Kleomenes och satte honom i husarrest. När denne flydde och gjorde ett misslyckat försök att åstadkomma ett uppror i Alexandria, lät Ptolemaios avrätta både Kleomenes och hela hans följe, inklusive hans mor och söner. 
Barn
1. Kleomenes III
2. Eukleidas, kung
3. Chilonis, drottning